# 빌럼 데 쿠닝 아카데미
빌럼 데 쿠닝 아카데미(네덜란드어: Willem de Kooning Academie, WdKA)는 로테르담 대학교의 예술 대학이다. 본교 졸업생인 화가 빌럼 데 쿠닝과 사진작가이며 시각 디자이너인 피트 즈바르트가 졸업한 학교로 학부 과정과 석사 과정이 두 사람의 이름으로 명명되었다.

## 학업
학사는 총 4년 과정으로, 3학년에는 인턴제 과정을 통해 산업 현장의 업무 경험을 쌓을 수 있다. 또한 한국예술종합학교를 포함한 70곳의 교환 학생 프로그램을 통해 다른 나라의 학교에서 수업을 받을 수 있다.
석사는 총 2년의 대학원 과정으로 운영되며 사회, 문화 정치 분야의 관심을 공유한다. 모든 수업은 영어로 진행하나, 학생 개인의 요청에 따라 네덜란드어로 대면 평가를 받을 수 있다.
2015년 《과일가죽 로테르담》(Fruitleaher Rotterdam) 프로젝트를 통해 버려진 과일 껍질을 재활용함으로써 식물성 가죽을 만드는데 성공했다.

## 논란
2021년 여러 내부적 논란으로 인해 외부 감사를 받은 네덜란드 미술 학교 가운데 한 곳으로 지목되었다.